# Льон гірський
Льон гірський, льон позапазушний (Linum extraaxillare) — вид рослин з родини льонові (Linaceae), поширений у Карпатських і Балканських горах.

## Опис

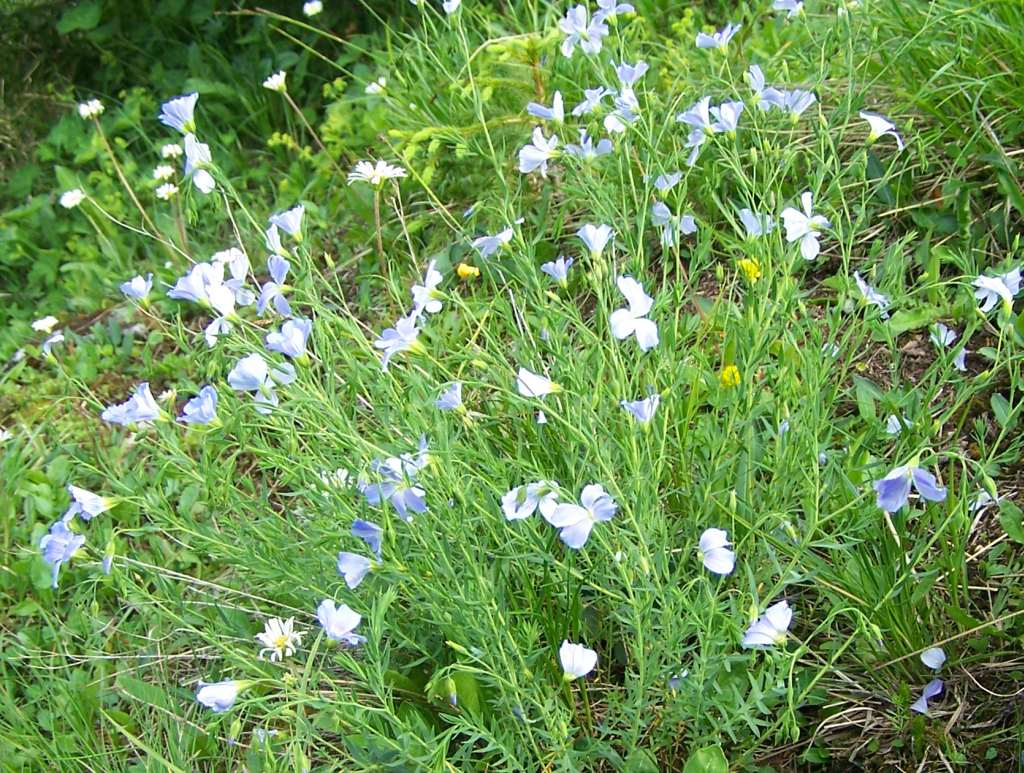

Багаторічна трав'яниста рослина 20–50 см заввишки зі здерев'янілим кореневищем та кількома голими прямими стеблами. Листки лінійно-ланцетні, цілі, 3-жильні, майже горизонтально відходять від стебла. Суцвіття — нещільна волоть. Квітки на довгих квітконосах, 2.5–3.5 см у діаметрі, розпускаються насичено-блакитними, пізніше стають досить світлими. Пелюстки зворотно-яйцювато-клиноподібні, 18–25 мм завдовжки, у 2–3 рази довші від чашечки. Плід — гола, куляста коробочка. Насіння від зворотно-яйцюватого до еліпсоїдного, сильні сплощене, 4.2–4.6 × 2.4–2.6 мм; поверхня дрібно сітчаста, без блиску, коричнева з блідим краєм. 2n = 18. 
Цвіте у червні — серпні.

## Поширення
Поширений у Карпатських і Балканських горах (Польща, Словаччина, Україна, Румунія, Болгарія, Македонія, Албанія, Чорногорія). Населяє гірські луки субальпійської та альпійської зон.
В Україні вид зростає на гірських луках, полонинах — в альпійському і субальпійському поясах Карпат.